# ناتالي سيمون
ناتالي سيمون (بالفرنسية: Nathalie Simon)‏ هي منافسة ألعاب القوى فرنسية، ولدت في 14 أبريل 1962 في لو بوتي كوفيي ‏ في فرنسا.

## وصلات خارجية
- ناتالي سيمون على موقع الاتحاد الدولي لألعاب القوى (الإنجليزية)
- ناتالي سيمون على موقع الاتحاد الفرنسي لألعاب القوى (الفرنسية)
- ناتالي سيمون على موقع اللجنة الأولمبية الدولية (الإنجليزية)
- ناتالي سيمون على موقع أوليمبيديا (الإنجليزية)